# Institut Paul Scherrer

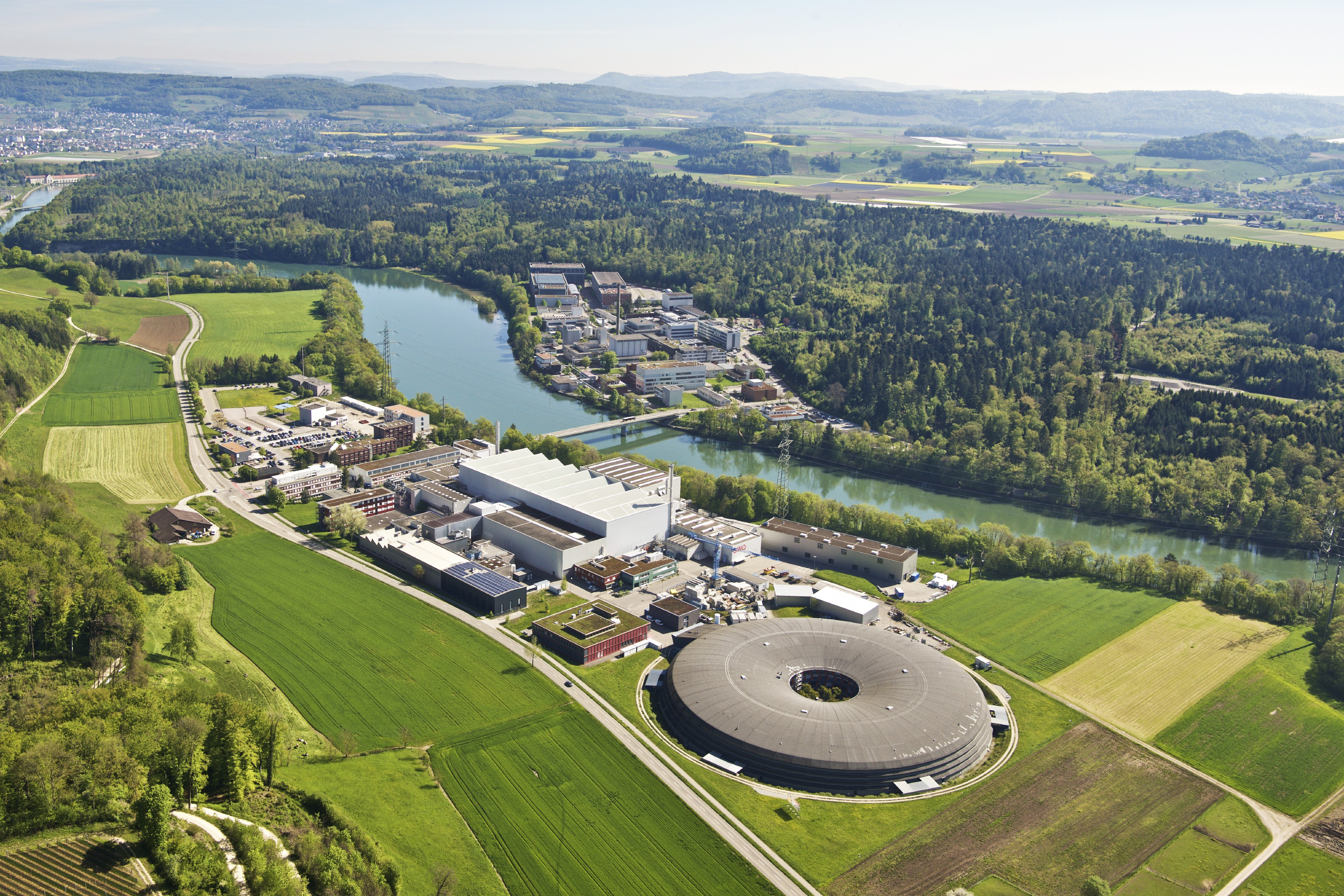
Vue aérienne. On voit le SLS (synchrotron Swiss Light Source, circulaire) au premier plan, et, en arrière-plan, de l'autre côté de l'Aar, l'ancien réacteur Diorit, dont la cheminée est bien visible.

Pour les articles homonymes, voir IPS.
L'Institut Paul Scherrer ou IPS (en allemand, Paul Scherrer Institut ou PSI) est un laboratoire de recherche multidisciplinaire de la confédération suisse, né en 1988 de la fusion de l'Institut suisse de recherches nucléaires et de l'Institut fédéral de recherche en matière de réacteurs. Il se situe sur les territoires des communes Villigen (zone Ouest) et de Würenlingen (zone Est), dans le canton d'Argovie.
Il fait partie du Domaine des Écoles polytechniques fédérales, comprenant notamment l'École polytechnique fédérale de Lausanne et l'École polytechnique fédérale de Zurich.

## Histoire
L'Institut Paul Scherrer est créé le 1er janvier 1988 par la fusion de l'Institut suisse de recherches nucléaires (SIN, en allemand Schweizerisches Institut für Nuklearphysik) et de l'Institut fédéral de recherche en matière de réacteurs (EIR, en allemand Eidgenössisches Institut für Reaktorforschung). Il prend le nom du physicien suisse Paul Scherrer (1890–1969), professeur à l'École polytechnique fédérale de Zurich et père du programme nucléaire suisse.
L'IPS historiquement (prédominant à l'époque de l'EIR) a exploité trois réacteurs nucléaires : Diorit, réacteur de recherche d'origine Suisse, à conception d'eau lourde ; il avait en plus la capacité de séparer du plutonium pour la bombe atomique envisagée durant les années d'après guerre par l'armée suisse. Saphir, un des premiers réacteurs à eau légère de recherche proposés par les États-Unis. Et finalement Protheus, un autre réacteur de recherche. Ces trois unités sont aujourd'hui hors service et en voie de démantèlement.

## Domaines de recherche
- Médecine (thérapie par rayonnement de protons)
- Nouveaux matériaux
- Énergies fossiles et renouvelables (solaire, éolien, bioénergie, etc.)
- Énergie et sûreté nucléaire
- Physique des particules (muons, etc.)

## Structure
Le PSI regroupe sept départements, dont cinq de recherche et deux d'aide aux utilisateurs :
- Département Recherche avec neutrons et muons (NUM)
- Département Rayonnement synchrotron et nanotechnologie (SYN)
- Département Énergie non-nucléaire (ENE)
- Département Énergie et sûreté nucléaire (NES)
- Département Biologie et Chimie (BIO)

- Département Grandes installations de recherche (GFA)
- Département Logistique (LOG)

## Installations
- Swiss Light Source (SLS)
- Spallation Neutron Source (SINQ)

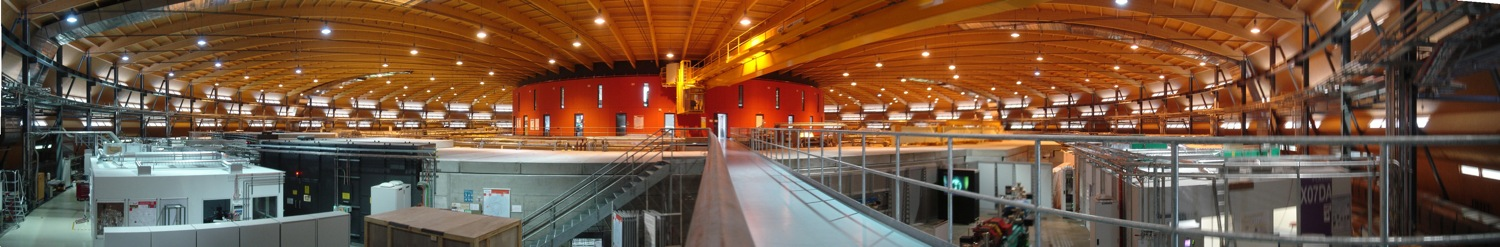
Vue panoramique du Swiss Light Source

- Instruments utilisant des muons (SµS)